# Paracuellos de la Ribera

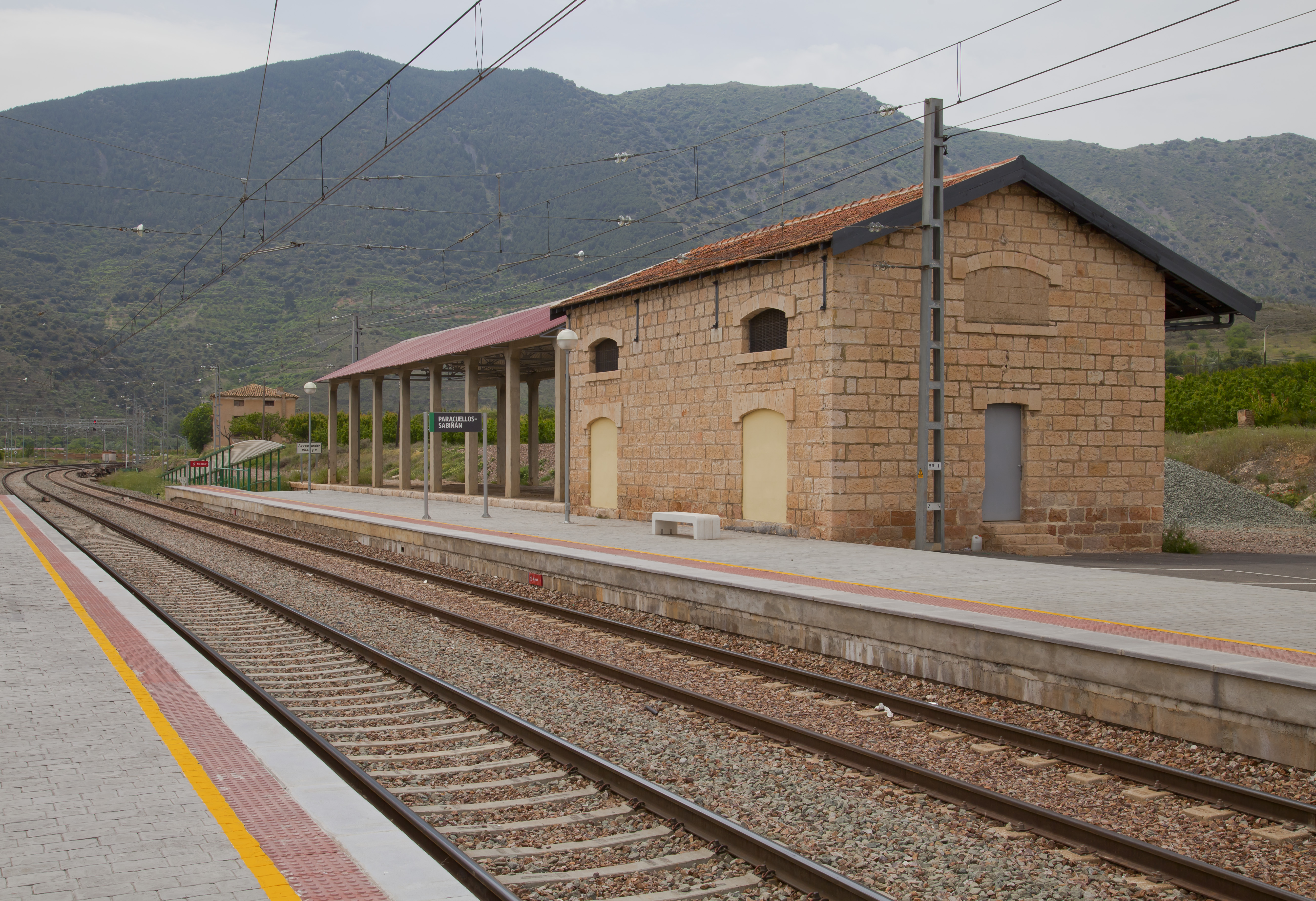
Estación de FF.CC., Paracuellos-Saviñán.

Paracuellos de la Ribera es un municipio de España, en la provincia de Zaragoza, Comunidad Autónoma de Aragón en la comarca de Calatayud. Tiene un área de 14,92 km² con una población de 115 habitantes empadronados (INE 2023) y una densidad de 7,69 hab/km².

## Demografía
Paracuellos de la Ribera cuenta con una población de 112 habitantes (INE 2024).
| Gráfica de evolución demográfica de Paracuellos de la Ribera entre 1842 y 2021                                      |
| |
| Población de derecho según los censos de población del INE Población de hecho según los censos de población del INE |

## Administración y política
| Período    | Alcalde                          | Partido |  |
| ---------- | -------------------------------- | ------- |  |
| 1979-1983  | José Martín Sánchez Cuenca       | PAR     |  |
| 1983-1987  | José María Vela                  | PAR     |  |
| 1987-1991  | José María Vela                  | PSOE    |  |
| 1991-1995  | José Antonio Roy Monreal         | PSOE    |  |
| 1995-1999  | José Antonio Roy Monreal         | PSOE    |  |
| 1999-2003  | José Alejandro Monreal Vela      | PSOE    |  |
| 2003-2007  | José Alejandro Monreal Vela      | PSOE    |  |
| 2007-2011  | José Alejandro Monreal Vela      | PSOE    |  |
| 2011-2015  | Ángel Ramón Roy Raga             | PAR     |  |
| 2015-2019  | Francisco Javier Solanas Burbano | PAR     |  |
| 2019-2023  | Francisco Javier Solanas Burbano | PAR     |  |
| 2023- 2024 | María Pilar Sánchez Monreal      | Cs      |  |
| 2024-      | José Alejandro Monreal Vela      | PSOE    |  |

| Partido político    | Partido político                                   | 2003   | 2007   | 2011   | 2015   | 2019   |
| Partido político    | Partido político                                   | Ediles | Ediles | Ediles | Ediles | Ediles |
|                     | Partido Aragonés (PAR)                             | —      | —      | 3      | 4      | 5      |
|                     | Partido de los Socialistas de Aragón (PSOE-Aragón) | 6      | 5      | 2      | 1      | —      |
|                     | Independientes                                     | —      | —      | —      | —      | —      |
|                     | Partido Popular de Aragón (PP)                     | 1      | —      | —      | —      | —      |
| Total de concejales | Total de concejales                                | 7      | 5      | 5      | 5      | 5      |

## Monumentos y lugares de interés
Iglesia Parroquial de San Pedro Apóstol. Iglesia de estilo mudéjar, construida con ladrillo. Consta de nave central y dos naves laterales, así como de cuatro capillas, dos de ellas con cimborio y torre con campanario. Hay que destacar el bonito retablo barroco de madera en su propio color del Altar mayor, la capilla de San Pedro Bautista, con imagen y cuadro dedicados al Santo y la capilla del Sagrado Corazón.
Ermita de San Roque. Esta curiosa ermita está dedicada a cementerio. Se encuentra en las afueras del pueblo, en la zona conocida con el mismo nombre. Se construyó en el siglo XVIII, dedicándose a culto y enterramiento. Tiene altar y las paredes y suelo de la misma están llenas de tumbas.
Peirón de San Vicente. Está situado en el camino que va al cementerio. Actualmente la imagen del santo no se encuentra en este peirón, ya que hace muchos años desapareció de este sitio, y fue colocado en otro peirón que hay en el camino de Sabiñán, cerca de donde fue recuperado. Ahora, la imagen, está en la iglesia parroquial.
El Castillo. Es una de las entradas que da acceso al pueblo. Debe su nombre a una antigua edificación que hay en la parte superior y al parecido de sus paredes a los muros de un castillo.
Plaza de La Portilla. En esta plaza termina la cuesta de la Portilla, y es la entrada al pueblo por carretera.
Plaza de España. Es la plaza principal del pueblo. En ella se encuentra la fuente con dos caños y el abrevadero. Proporciona un agua de boca excelente; además se llenan con la sobrante el abrevadero y el lavadero. También se encuentra aquí “La Pileta”, que forma conjunto con la fuente y el abrevadero. Consiste en un característico muro de piedra que sirve de asiento y “centro de reunión”. Está también el frontón, desmontado y restaurado hace unos años con un reloj de sol nuevo en su parte superior, que complementa al antiguo que hay en la fachada del ayuntamiento. 
Casa Consistorial. Este edificio alberga el Ayuntamiento, la oficina de Correos y el consultorio médico. Hace unos años también estuvieron el colegio y la central de teléfonos del pueblo. Es muy bonita su fachada, rematada con el reloj y la campana, y el antes mencionado reloj de sol en una de sus esquinas.
El Lavadero. Curiosa construcción de los años 40 del siglo pasado. El agua sobrante de la fuente se distribuye en dos partes, el lavador y el aclarador. Suspendido sobre columnas, encima del lavadero se construyó el centro de día para personas mayores, aunque este edificio no se utiliza actualmente.
La Cocha . Es el monte que hay encima del pueblo. Pertenece a la sierra de Vicort y tiene la cota más alta del término con 1.034 m. Paracuellos está construido en una de sus laderas. En este monte están el nacimiento de la fuente y los pinos.
La Nevera. Dentro del pinar de La Cocha, encima de las eras, hay una antigua nevera que servía para conservar hielo para el verano, hecho con las nieves del invierno. La falta de uso por la escasez de nieve, provocó ya en tiempos que se destinase a basurero, estando ahora en no muy buenas condiciones.
Puente de la Boquera. Aunque no está en el término de Paracuellos, es un antiguo puente, situado en el camino que une los caminos del Puerto Cavero y de Aluenda, localidad vecina a la que pertenece.
Casa del señor cubas es una de las más bonitas de la comarca de cálatayud, data del siglo XVIII, y cuenta la leyenda que si te asomas a la ventana te sale la tía Paqui, te saca un arroz con abichuelas, es de piedra y escayola y tiene muy buenos arcos de medio punto.

## Festividades
Las fiestas patronales son en honor a San Pedro Bautista , siendo su día el 5 de febrero. El día 4 son las vísperas y suelen comenzar ese día las fiestas, con las completas. Las novenas  comienzan el 26 de enero. El día 6 es conocido por "San Pedrico", por ser este día el de San Pedro Bautista en el santoral, entre los 26 mártires de Japón, junto con San Pablo Miki. 
Se celebra también el día de la Cruz el día 3 de mayo con una romería a la Cruceta, aunque actualmente está en desuso y desde finales de los años 70 se ha pasado a celebrar el primer sábado del mes de mayo con una comida, normalmente basada en judías blancas y de ahí es por lo que se conoce como "la judiada".
San Babil, el 24 de enero. Se celebraba antiguamente con hogueras por todos los barrios del pueblo, y una hoguera principal en la plaza de España, habiendo quedando esta última solamente en la actualidad.